# Varnėnų apylinkės
Varnėnų apylinkės este o arie protejată (sit de importanță comunitară — SCI) din Lituania întinsă pe o suprafață de 4,92 ha, integral pe uscat.

## Localizare
Centrul sitului Varnėnų apylinkės este situat la coordonatele 54°04′58″N 23°49′34″E / 54.0827°N 23.8262°E.

## Înființare
Situl Varnėnų apylinkės a fost declarat sit de importanță comunitară în noiembrie 2021 pentru a proteja un număr necunoscut de specii din flora spontană și fauna sălbatică aflate în arealul zonei.

## Biodiversitate
Situată în ecoregiunea boreală, aria protejată conține 1 habitat natural: Pajiști calcaroase din nisipuri xerice.
La baza desemnării sitului se află un număr nedeclarat de specii protejate.